# Tarsiger
Tarsiger  (лат.) — род воробьиных птиц из семейства мухоловковых. Маленькие насекомоядные птицы с яркой окраской оперения. Ареал охватывает Азию, один вид обитает в северо-восточной Европе, четыре из шести видов распространены в китайско-гималайской горной системе.

## Виды
В состав рода включают 8 видов:
- Tarsiger albocoeruleus Meise, 1937
- Tarsiger chrysaeus Hodgson, 1845 — Золотохвостый соловей
- Tarsiger cyanurus (Pallas, 1773) — Синехвостка
- Tarsiger formosanus Hartert, EJO, 1910
- Tarsiger hyperythrus (Blyth, 1847) — Красногрудый соловей
- Tarsiger indicus (Vieillot, 1817) — Белобровый соловей
- Tarsiger johnstoniae (Ogilvie-Grant, 1906) — Тайваньский соловей
- Tarsiger rufilatus (Hodgson, 1845)